# Spring Lake, Michigan
Spring Lake, Michigan este o localitate încorporată, un sat (în engleză village) cu 2.514 locuitori din comitatul Ottawa, statul Michigan, Statele Unite ale Americii. Localitatea face parte din districtul Spring lake care este situat pe malul lacului Lake Michigan.

## Personalități marcante
- Winsor McCay